# Falcon (famiglia di razzi)

In ordine da sinistra:Falcon 1, Falcon 9 v1.0 con Dragon 1 (cargo), Falcon 9 v1.1 R con Dragon 1 (cargo), Falcon 9 v1.1 R, Falcon 9 v1.1, Falcon 9 v1.2 (Full Thrust) R con Dragon 1 (cargo), Falcon 9 v1.2 (Full Thrust) R, Falcon 9 v1.2 (Full Thrust), Falcon 9 Block 5 R con Dragon 2 (crew), Falcon 9 Block 5 R, Falcon 9 Block 5, Falcon Heavy R, Falcon Heavy Block 5 R.

La famiglia di razzi Falcon è una serie di vettori sviluppati e impiegati dalla Space Exploration Technologies (SpaceX). Essi sono progettati per essere riutilizzabili per abbattere i costi delle missioni, in particolare per la spedizione di carichi nello spazio.
Tra i modelli prodotti vi sono il Falcon 1, la sottofamiglia dei Falcon 9 e il Falcon Heavy. Il Falcon 1 detiene il primato per essere stato il primo veicolo di lancio privato a essere lanciato in orbita; i Falcon 9 sono una serie di vettori pensati per migliorare le prestazioni della versione precedente, infatti, se prima non è mai stato riutilizzato nessun modello, con l'introduzione dei Falcon 9 il primo stadio dei vettori è diventato completamente riutilizzabile; segue il Falcon Heavy, ovvero un Falcon 9 con l'aggiunta di ulteriori due primi stadi come booster, che gli permettono di trasportare carichi ancora maggiori.
Elon Musk ha affermato che il nome Falcon è un omaggio all'astronave Millennium Falcon della serie di film Star Wars.

## Versioni prodotte

### Falcon 1

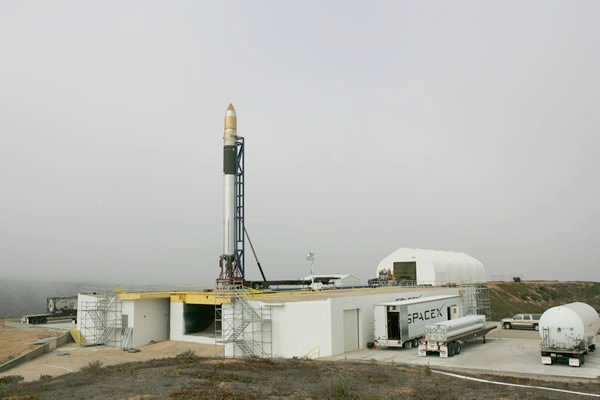
Il primo Falcon 1 costruito

Il Falcon 1 è un veicolo di lancio orbitale progettato e fabbricato tra il 2008 e il 2009 per il trasporto di carichi in orbita terrestre bassa. Le prime missioni del Falcon 1 furono lanciate dal Reagan Test Site nell'atollo delle isole Kwajalein, nell'Oceano Pacifico, e rappresentarono il primo tentativo di raggiungere l'orbita da questo sito. Il 26 marzo 2006 il Falcon 1 compì il suo volo inaugurale, fallito dopo un secondo per un guasti ad una linea di rifornimento del carburante. Il secondo volo è stato lanciato il 22 marzo 2007 ed è fallito anch'esso per un problema al sistema di stabilizzazione del secondo stadio che ha portato ad un arresto automatico del motore. Il terzo volo utilizzò un raffreddamento rigenerativo per il motore del primo stadio, anche se questa fu la ragione principale del fallimento di questa missione, poiché la maggior quantità di propellente rimasta nel sistema di raffreddamento causò un eccesso di spinta che portò il primo stadio a collidere col secondo. Con il quarto tentativo, il 28 settembre 2008 il Falcon 1 raggiunse l'orbita con successo, diventando il primo mezzo privato a compiere l'impresa. Dopo questo successo, SpaceX poté inserire un carico commerciale sul razzo vettore, il quale completò la missione il 13 luglio 2009. Dopo questo volo il Falcon 1 è stato ritirato dal servizio in favore del più potente Falcon 9.

### Falcon 9

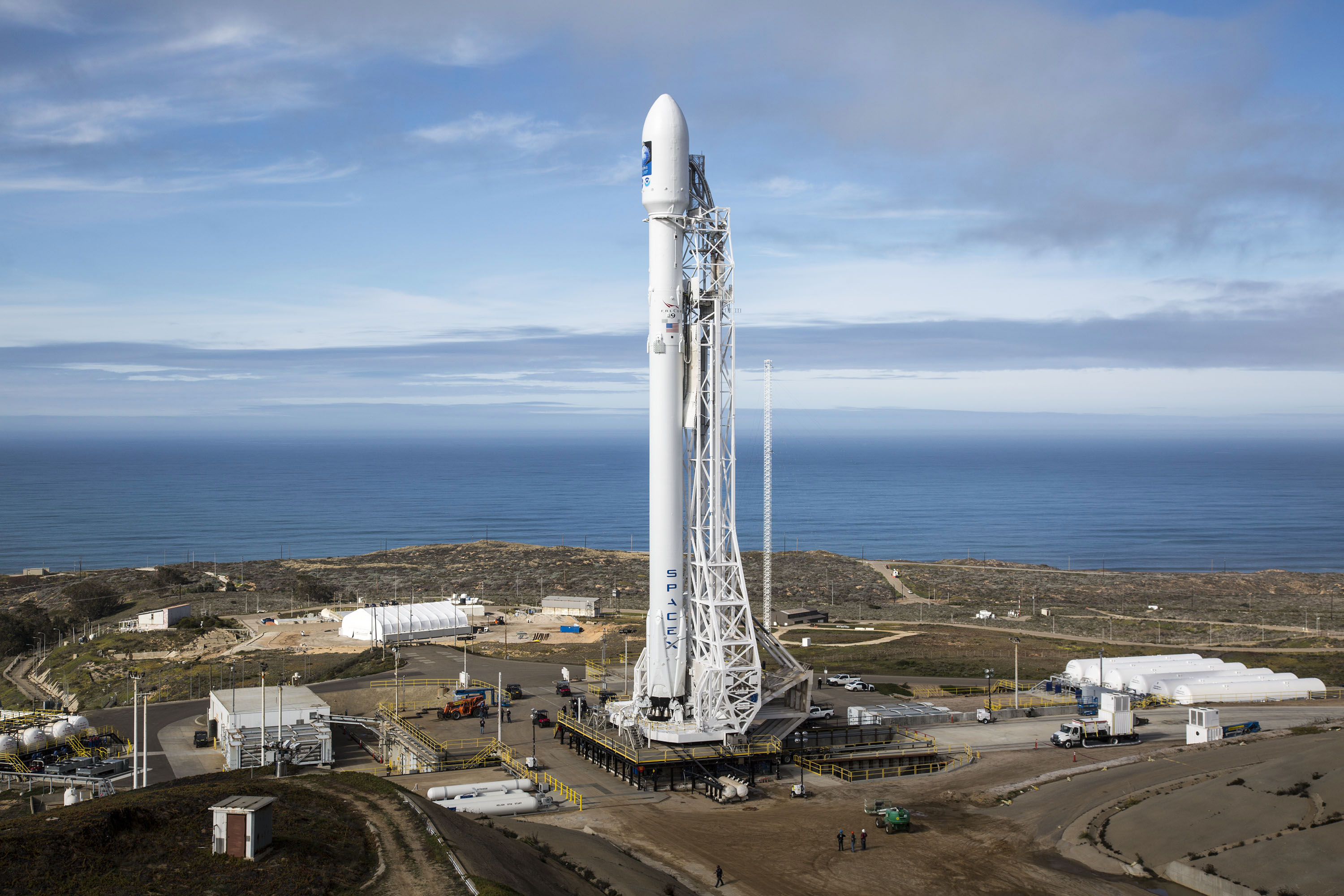
Falcon 9 Full Thrust alla base di Vandenberg nel 2016

Il Falcon 9 è una famiglia di lanciatori a razzo, evoluzione del Falcon 1, infatti, diversamente dal singolo motore della versione precedente, i nuovi modelli sono dotati di 9 propulsori nel primo stadio. Il Falcon 9 è stato prodotto in tre versioni, 1.0, 1.1 e Full thrust, e l'ultima di queste è ulteriormente caratterizzata da 3 diversi modelli (Block 3, Block 4 e Block 5).
Il Falcon 9 è composto da un primo stadio progettato per essere riutilizzato e da un secondo che condivide con il primo il sistema di propulsione; inoltre questo lanciatore è il vettore per il lancio dei veicoli spaziali Dragon, infatti la NASA ha assegnato alla combinazione Falcon 9/Dragon un contratto Commercial Resupply Services per il rifornimento della Stazione spaziale internazionale nell'ambito del programma Commercial Orbital Transportation Services.
La versione 1.0 ha svolto cinque voli prima di essere ritirata nel 2013, mentre la versione 1.1 ha volato per un totale di quindici missioni ed è stata ritirata nel gennaio 2016. Per quanto riguarda, invece, della generazione Full Thrust si parla di 29 lanci per il block 3, 18 per il block 4. Il 6 dicembre 2020 il block 5 ha completato la sua 47ª missione.

### Falcon Heavy

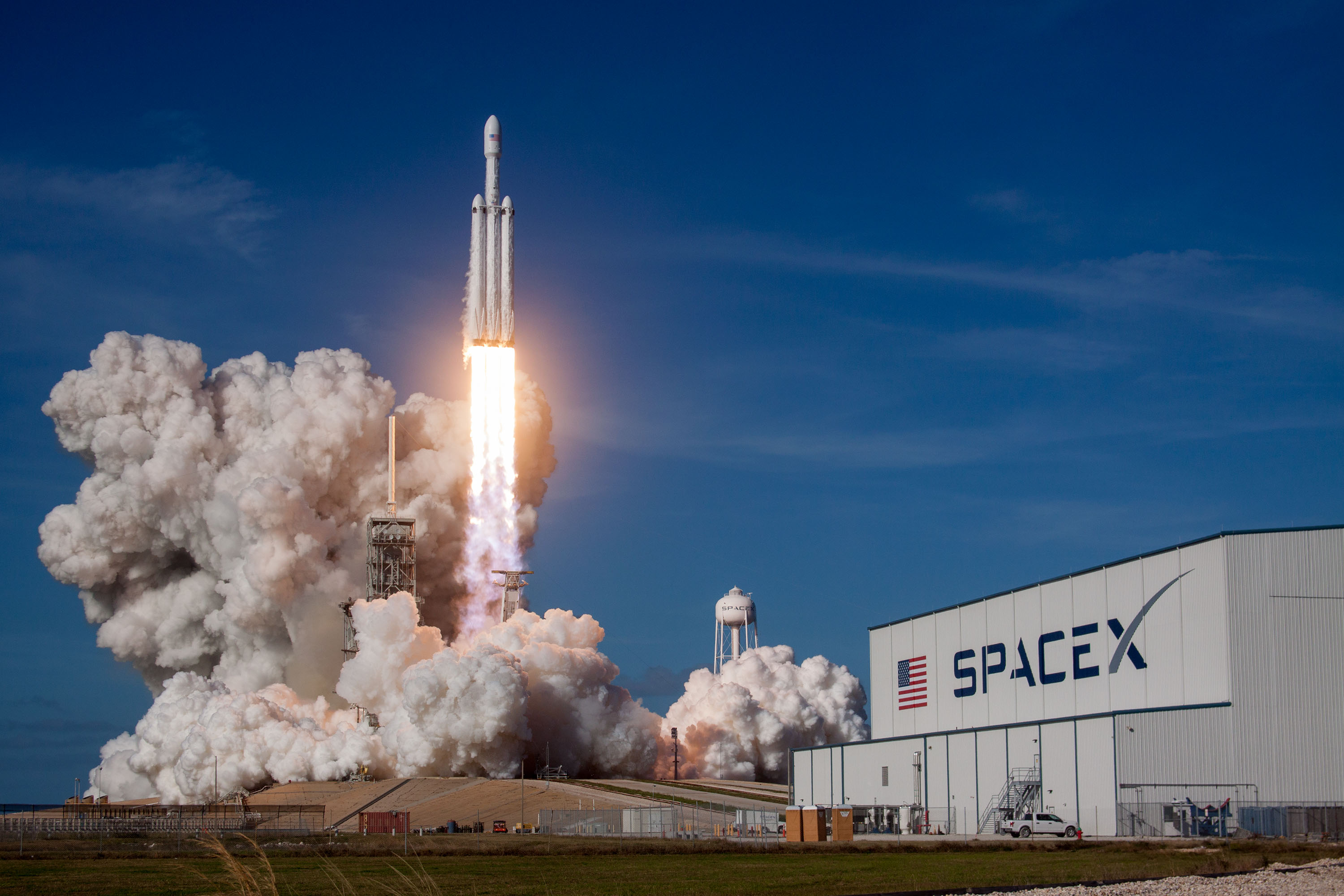
Il Falcon Heavy nel suo lancio inaugurale.

Il Falcon Heavy è un veicolo di lancio per carichi pesanti parzialmente riutilizzabile. Esso consiste in un primo stadio Falcon 9 rinforzato come nucleo centrale e altri due primi stadi simili a Falcon 9 aggiuntivi come booster strap-on. Il Falcon Heavy ha la più alta capacità di carico di qualsiasi veicolo di lancio attualmente operativo e la terza più alta capacità di qualsiasi razzo mai raggiunto l'orbita, dietro al Saturn V ed Energia.
SpaceX ha condotto il lancio inaugurale del Falcon Heavy il 6 febbraio 2018, durante il quale il razzo trasportava una Tesla Roadster appartenente a Elon Musk; inoltre sulla vettura era presente un manichino soprannominato "Starman". Il Falcon Heavy è stato progettato per essere in grado di trasportare gli esseri umani nello spazio oltre l'orbita terrestre bassa, anche se a febbraio 2018 SpaceX ha confermato che non trasporterà persone sul Falcon Heavy, né perseguirà il processo di certificazione di classificazione umana per trasportare gli astronauti della NASA .

## Versioni cancellate

### Falcon 1e
Il Falcon 1e sarebbe stato una versione migliorata del Falcon 1, prodotto da SpaceX. Il Falcon 1e avrebbe avuto un primo stadio più performante, motori più potenti, fairing più grandi e sarebbe stato parzialmente riutilizzabile. Il suo primo lancio era pianificato per metà 2011, ma il progetto fu annullato col ritiro del Falcon 1 poiché, come dichiarato da SpaceX, non c'era abbastanza domanda. I carichi che avrebbe dovuto trasportare furono lanciati come carichi secondari di Falcon 9.

### Falcon 5

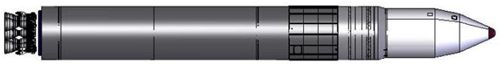
Rendering del Falcon 5.

Il Falcon 5 era un progetto per un razzo vettore a due stadi riutilizzabili, poi abbandonato in favore del Falcon 9, più potente e performante. Il primo stadio sarebbe stato spinto da 5 motori Merlin, mentre il secondo da un solo motore, entrambi alimentati con RP-1 e ossigeno liquido. Insieme al Falcon 9 rimane l'unico razzo progettato per essere completamente riutilizzabile.
Il Falcon 5 sarebbe stato il primo razzo americano dal Saturn V ad avere la capacità detta "engine out", ovvero in caso di perdita di un motore sarebbe stato comunque in grado di completare la missione con i motori rimanenti. In confronto lo Space Shuttle aveva una capacità engine out parziale, ovvero non avrebbe raggiunto l'orbita stabilita con i motori ancora funzionanti.

### Falcon 9 Air
Il Falcon 9 Air fu un progetto di un razzo vettore aviolanciato progettato nel periodo tra il 2011 e il 2012. Esso sarebbe stato lanciato dallo Stratolaunch della Stratolaunch Systems, il più grande aeromobile al mondo per apertura alare. Questa versione era stimata di poter portare in questo modo 6 100 kg di carico utile verso l'orbita terrestre bassa e il progetto prevedeva l'uso di quattro motori Merlin 1D. Il primo volo di questo lanciatore sarebbe avvenuto nel 2016.
Lo sviluppo si arrestò nel 2012 quando la SpaceX e la Stratolaunch decisero di concludere la collaborazione per via di divergenze sulla progettazione del razzo.

## Prototipi
SpaceX ha progettato diversi prototipi per le versioni di Falcon 9; essi erano razzi riutilizzabili per test di volo sperimentali che eseguivano decolli e atterraggi verticali. Il primo prototipo è stato il Grasshopper ed è stato annunciato nel 2011 e utilizzato nel 2012. Un secondo prototipo del Falcon 9 è stato il Falcon 9 Reusable Development Vehicle (F9R Dev, noto anche come F9R Dev1) più grande e più capace, basato sul veicolo di lancio Falcon 9 v1.1. Esso è stato testato ad altitudini più elevate ed è stato in grado di raggiungere velocità molto più elevate, ma non è mai stato testato ad alta velocità. Il veicolo F9R Dev1 è stato costruito nel 2013-2014 e ha effettuato il suo primo test di volo a bassa quota il 17 aprile 2014. Un ulteriore prototipo è stato il F9R Dev2, ma non ha mai volato.
I test Grasshopper e F9R Dev sono stati fondamentali per lo sviluppo dei razzi Falcon 9 e Falcon Heavy riutilizzabili, che richiedono atterraggi verticali dei serbatoi booster del primo stadio Falcon 9 e Falcon Heavy quasi vuoti e dei gruppi motore. I test Grasshopper e F9R Dev hanno portato a una serie di test di discesa controllata ad alta quota e ad alta velocità degli stadi di richiamo del Falcon 9 post-missione (esauriti) che hanno accompagnato le missioni commerciali Falcon 9 dal settembre 2013. Quest'ultimo alla fine ha portato a il primo atterraggio di successo del booster il 21 dicembre 2015.

## Comparazione delle versioni
|                               | Falcon 1      | Falcon 9 v1.0     | Falcon 9 v1.1     | Falcon 9 full thrust                        | Falcon 9 Block 5                            | Falcon Heavy                                        |
| ----------------------------- | ------------- | ----------------- | ----------------- | ------------------------------------------- | ------------------------------------------- | --------------------------------------------------- |
| Stadio 0                      | −             | −                 | −                 | −                                           | -                                           | 2 boosters con 9 × Merlin 1D (con modifiche minori) |
| Stadio 1                      | 1 × Merlin 1C | 9 × Merlin 1C     | 9 × Merlin 1D     | 9 × Merlin 1D (con modifiche minori)        | 9 × Merlin 1D (con modifiche minori)        | 9 × Merlin 1D (con modifiche minori)                |
| Stadio 2                      | 1 × Kestrel   | 1 × Merlin Vacuum | 1 × Merlin Vacuum | 1 × Merlin 1D Vacuum (con modifiche minori) | 1 × Merlin 1D Vacuum (con modifiche minori) | 1 × Merlin 1D Vacuum (con modifiche minori)         |
| Altezza (m)                   | 21.3          | 54.9              | 68.4              | 70                                          | 70                                          | 70                                                  |
| Diametro (m)                  | 1.7           | 3.6               | 3.7               | 3.7                                         | 3,66                                        | 3.7 × 11.6                                          |
| Spinta al lancio (kN)         | 318           | 4900              | 5885              | 7605                                        | 8851                                        | 22,819                                              |
| Massa al lancio (tonnes)      | 27.2          | 333               | 506               | 549                                         | 549                                         | 1,421                                               |
| Diametro della carenatura (m) | 1.5           | 3.7 or 5.2        | 5.2               | 5.2                                         | 5.2                                         | 5.2                                                 |
| Carico verso la LEO (kg)      | 570           | 10 450            | 13 150            | 22 800 (senza recupero del primo stadio)    | 22 800                                      | 54 400 (senza recupero del primo stadio)            |
| Carico verso GTO (kg)         | −             | 4 540             | 4 850             | 8 300                                       | 8 300                                       | 22 200 (senza recupero del primo stadio)            |
| Prezzo (mil. USD)             | −             | 50-56             | 61,2              | 62                                          | 61                                          | 90 (≥8 mT to GTO)                                   |
| Successi/Lanci                | 2/5           | 5/5               | 14/15             | 35/36                                       | 42/42                                       | 3/3                                                 |